# Cordimus
Cordimus – wymarły rodzaj ssaków z  podrodziny bawełniaków (Sigmodontinae) w obrębie rodziny chomikowatych (Cricetidae).

## Zasięg występowania
Rodzaj obejmował gatunki występujące na wyspach Curaçao i Bonaire w archipelagu Małych Antyli.

## Charakterystyka
Rodzaj ten charakteryzuje się silnie wrzecionowatymi zębami trzonowymi, obecnością mezolofidów w większości górnych zębów trzonowych oraz ich brakiem w dolnych zębach trzonowych.

## Systematyka
Rodzaj zdefiniował w 2014 roku międzynarodowy zespół naukowców (Holendrzy Jelle Sjoerd Zijlstra i Lars Walter van den Hoek Ostende, Amerykanin Donald Andrews McFarlane i Kanadyjka Joyce Lundberg). Gatunkiem typowym jest (oryginalne oznaczenie) Cordimus debuisonjei. 

### Etymologia
Cordimus: łac. cor, cordis ‘serce’; mus, muris ‘mysz’, od gr. μυς mus, μυoς muos ‘mysz’.

### Podział systematyczny
Do rodzaju należał jeden gatunek z Bonaire wymarły po 1500 roku:
- Cordimus hooijeri Zijlstra, McFarlane, Van Den Hoek Ostende & Lundberg, 2014

oraz dwa gatunki zamieszkujące Curaçao w późnym pliocenie lub wczesnym plejstocenie:
- Cordimus debuisonjei Zijlstra, McFarlane, Van den Hoek Ostende & Lundberg, 2014
- Cordimus raton Zijlstra, McFarlane, Van den Hoek Ostende & Lundberg, 2014